# Слободской, Серафим Алексеевич
Серафи́м Алексе́евич Слободско́й  (11 сентября 1912, село Чернцовка, Пензенский уезд, Пензенская губерния — 5 ноября 1971, США) — протоиерей Русской православной церкви заграницей. Автор известного учебника «Закон Божий».

## Биография
Родился 11 сентября 1912 года в селе Чернцовка под Пензой в семье священника и с детства рос при церкви.
Отец погиб в советском концентрационном лагере. Сын как лишенец не мог получить полного образования, но учился живописи, посещая курсы поощрения художеств. Перед войной жил у родственников (Городецких) в Старопанском переулке. Был призван в РККА после начала войны.
Во время Великой Отечественной войны попал в батальон лишенцев. Взят в плен немцами, выжил благодаря своим дарованиям художника.
В 1949 году женился на Елене Алексеевне, урождённой Лопухиной, и 22 апреля 1951 года, в Вербное воскресенье, был рукоположён в сан священника.
В начале 1950-х эмигрировал в Америку. Назначен вторым священником в Свято-Отеческий храм в Нью-Йорке. В 1953 году он был назначен в Свято-Покровской приход в городе Наяк близ Нью-Йорка. Храма не было, служили в арендованных помещениях. В 1956—1957 годах была построена церковь. Создал образцовую приходскую школу.
За свой труд по подготовке «Закона Божьего», завершённый в 1957 году, был награждён камилавкой и золотым крестом вне очереди.
В 1964 году возведён в сан протоиерея.
Отпуск отец Серафим брал весьма редко и проводил его в трудах по воспитанию молодёжи, будучи духовным руководителем православного детского летнего лагеря.
По воспоминаниям Марии Потаповой, супруги протоиерея Виктора Потапова, «Отец Серафим был настоящий пастырь, он отдал всю свою жизнь Богу и людям. Абсолютный бессребреник, знал всех своих прихожан, заботился обо всех. Если он узнавал, что у кого-то какая-то скорбь, неприятность, — он сразу же бросался туда и старался помочь, утешить и подкрепить. Никогда не оставался в стороне. Это был потрясающий приход, потому что там был потрясающий настоятель».
В последние годы жизни страдал болезнью сердца. Скончался 5 ноября 1971 года. Архиепископ Аверкий (Таушев), будучи тяжело больным, прибыл лично проводить батюшку «в путь всея земли». Отпевание отца Серафима в Покровском храме, продолжавшееся четыре часа, владыка совершил в сослужении восемнадцати священников, приехавших отовсюду.
Похоронен на кладбище Успенского женского Новодивеевского монастыря в Нанует, Нью-Йорк.

## Сочинения
- Десятилетие церковно-приходской школы в Наяке // «Православная Русь». — 1962. — № 14. — С. 9-11
- Закон Божий: Руководство для семьи и школы / Протоиерей Серафим Слободской. — Краматорск: ЗАО «Тираж-51», 2003. — 736 с. ISBN 966-302-423-2
- Закон Божий: Підручник для сім'ї та школи / Протоієрей Серафим Слобідський. — К.: Видавничий відділ УПЦ КП, 2005. — 655 с. ISBN 966-7567-11-7